# Fruela 2. af León
Fruela 2. af Léon (Froila 2.) (ca. 875 – juli 925) var konge af Asturien fra sin fars, Alfonso 3. af Asturiens, død i 910 og indtil sin egen død. Da hans far døde, blev kongeriget delt, sådan at den tredje søn, Fruela, fik den oprindelige del (Asturien), den anden, Ordoño, fik Galicien, mens den ældste, García, fik León. Som konge af Asturien overtog han arbejdet med at styrke kontrollen med den region, som senere blev kaldt Kastilien, og med at holde dens grever i skak.
Fruelas mor var Jimena af Pamplona. Han giftede sig to gange, først med en kvinde af ukendt oprindelse, som hed Nunila eller Nunilona (sene kilder gør hende til medlem af det baskiske Jimenez dynasti, men det kan ikke bekræftes). Hans anden hustru, Urraca, var ifølge Ibn Khaldun og Ibn Hazm datter af Banu Qasi, guvernør over Tudela. Det vides, at de var gift i 917.
Fruela plejede det gode forhold til sin bror, Ordoño, som havde overherredømmet. De arbejdede sammen om Reconquistaen, og Fruela underskrev Ordoños retsakter som Froila rex sammen med sin anden hustru, Urraca regina. Da Ordoño døde i 924, tilsidesatte stormændene hans arvinger og valgte Fruela til konge. Fruela havde aldrig været populær hos adelen og sine egne undersåtter, og hans valg er betvivlet af nogle, der i stedet ser det som et sandsynligt tronran. Han hjalp Gebuldo og Aresindo, sønner af Olmundo, som påstod, at de nedstammede fra kong Witiza, og det fjernede adelen yderligere fra ham. Af samme grund, beretter én af kronikørerne, blev han dømt til kun at skulle regere i fjorten måneder. Ifølge Ramón Menéndez Pidal landsforviste han biskoppen Frunimio af León, en slægtning til Olmundo. Hvad der end er tilfældet, regerede han i blot fjorten yderligere måneder og døde tidligt på sommeren 925. Nogle mener, at han havde fået spedalskhed. Efter Fruelas død var der adskillige, der gjorde krav på hans lande, heriblandt hans bror, Ramiro (som ser ud til at have giftet sig med enkedronningen, Urraca bint Qasi, og anvendt kongetitlen uden at have held med det). Desuden var der sønnerne af hans bror, Ordoño 2., og hans egne unge sønner. Der diskuteres noget om, hvordan det gik med den umiddelbare tronfølge, men i sidste ende tabte hans familie til broderen Ordoño.
Bishop Pelayo mener, at han efterlod sig tre sønner med Nunila: Alfonso, Ordoño og Ramiro. Ibn Khaldun mener, at Ordoño og Ramiro er børn af Urraca, og lader det stå åbent, om han muligvis havde andre børn med en eller begge kvinder.